# كارل أدامك
كارل أدامك (بالألمانية: Karl Adamek)‏ (23 يوليو 1910 في النمسا - 8 يناير 2000 في النمسا) هو مدرب كرة قدم ولاعب كرة قدم نمساوي في مركز الدفاع. شارك مع منتخب النمسا لكرة القدم. أما مع النوادي، فقد لعب مع أوستريا فيينا ونادي لوهافر ونادي لوهافر الرياضي ‏ وWiener AC ‏ ونادي فلوريدسدورفر ‏.

## مسيرته الكروية
لعب كارل أدامك خلال مسيرته الاحترافية مع 5 أندية في عشرون موسمًا وسجل خلالها هدفين أثنين ضمن 12 مباراة. حيث فاز في ثلاثة مواسم بالكأس ولم يفز بأي دوري.
خاض كارل أدامك مسيرته مع Brigittenauer AC ‏ في موسم 1927–28 في المرة الأولى ولمدة موسمين ثم في موسم 1931–32 لمدة موسم واحد، لم يشارك في أي مباراة ولم يسجل أي هدف. ثم انتقل إلى Wiener AC ‏ في موسم 1929–30 ولمدة موسمين، حيث لم يشارك في أي مباراة ولم يسجل أي هدف أيضًا. لينتقل بعدها إلى نادي أوستريا فيينا في موسم 1932–33 في المرة الأولى لمدة موسم واحد ثم في موسم 1935–36 ليلعب معه أحد عشر موسمًا، مشاركًا طوالها في 12 مباراة سجل خلالها هدفين. ثم انتقل إلى نادي لوهافر في موسم 1933–34 ولمدة موسمين، لم يشارك في أي مباراة ولم يسجل أي هدف.

## وصلات خارجية
- كارل أدامك على موقع قاعدة بيانات كرة القدم.إي يو (الإنجليزية)
- كارل أدامك على موقع ناشيونال فوتبول تيمز (الإنجليزية)
- كارل أدامك على موقع عالم كرة القدم.نت (الإنجليزية)